# Tetreres robustus
Tetreres robustus är en ringmaskart som beskrevs av Lechapt och Kirtley 1998. Tetreres robustus ingår i släktet Tetreres och familjen Sabellariidae. Inga underarter finns listade i Catalogue of Life.